# Nananthus margaritiferus
Nananthus margaritiferus är en isörtsväxtart som beskrevs av L. Bol. Nananthus margaritiferus ingår i släktet Nananthus och familjen isörtsväxter. Inga underarter finns listade i Catalogue of Life.